# Cyrtandra phoenicea
Cyrtandra phoenicea är en tvåhjärtbladig växtart som beskrevs av Charles Baron Clarke. Cyrtandra phoenicea ingår i släktet Cyrtandra och familjen Gesneriaceae. Inga underarter finns listade i Catalogue of Life.